# Árgos Orestikó
Árgos Orestikó (Argos Orestiko) är en kommunhuvudort i Grekland.   Den ligger i prefekturen Nomós Kastoriás och regionen Västra Makedonien, i den norra delen av landet, 300 km nordväst om huvudstaden Aten. Árgos Orestikó ligger 639 meter över havet och antalet invånare är 7 473.
Terrängen runt Árgos Orestikó är varierad. Runt Árgos Orestikó är det ganska glesbefolkat, med 23 invånare per kvadratkilometer. Närmaste större samhälle är Kastoria, 7,6 km norr om Árgos Orestikó. Trakten runt Árgos Orestikó består till största delen av jordbruksmark.